# Länstrafiken i Västerbotten
Länstrafiken i Västerbotten AB grundades 1 juli 1981 och är sedan dess trafikhuvudman för den lokala och regionala busslinjetrafiken i Västerbottens län. Stadstrafiken i Skellefteå är undantagen, då den drivs i kommunal regi, av Skelleftebuss AB.
Länstrafiken i Västerbotten AB:s styrelse består nio politiker utsedda av Region Västerbotten och av kommunerna i länet. Huvudkontoret ligger i Lycksele och VD är Harriet Söder.
Länstrafiken i Västerbotten organiserar endast busstrafik, men äger 25 % av Norrtåg. Stadstrafik finns i Umeå (och i separat regi Skellefteå). År 2009 gjordes det 4,5 miljoner resor med länstrafiken exklusive stadstrafik. Umeå Lokaltrafik hade 5 miljoner och stadstrafiken i Skellefteå 700.000 resor.

## Biljettsystem

### Enkelbiljetter
De säljs ombord på bussarna/tågen.

### Flerturskort
Rabattkorten har ett datachip och de kan laddas med pengar för ett visst antal resor och ger drygt 20 % rabatt. 
De köps ombord på bussar eller på vissa försäljningsställen. 

### Turistkort
Det finns ett kort kallat Norrlandsresan som gäller i de fyra nordligaste länen i ett kalenderdygn.

### Månadskort
De gäller i 30 dagar och finns som länskort eller gällande på en viss sträcka.

### Skellefteå
Stadstrafiken i Skellefteå har egna biljetter och månadskort. De liknar länstrafikens biljetter.